# Michael Wallisch
Michael Wallisch (* 1. November 1985 in München) ist ein deutscher Boxer.
In 27 Kämpfen erzielte er 22 Siege, davon 12 durch K.o. Am 11. Juli 2015 gewann er den Kampf vakanten WBO-European Heavy Title gegen den Italiener Fabio Tuiach. Den Titel konnte er im Folgejahr gegen den Kroaten Ivica Bacurin in Berlin erfolgreich verteidigen.